# Camí dels espanyols

El "Camí dels espanyols", amb les seves variants principal i secundària, de Barcelona i Nàpols a Brussel·les, via Milà.

El camí dels espanyols, també conegut com a Corredor Sard, era una ruta seguida pels terços espanyols els segles xvi i xvii, (de fet fins al 1714), des de la Mediterrània fins als Països Baixos. Començava a Barcelona o a Nàpols fins a Gènova i a partir d'allà, travessant el Ducat de Savoia, el país de Gex (Valserine), el Franc-Comtat i la Lorena permetent als terços arribar a la seva destinació en uns quaranta dies. En punts concrets, es pot visitar encara avui dia i és conegut com a "le chemin des Espagnols".
Una segona ruta es va començar a utilitzar després de 1622 a causa de l'aliança del duc de Savoia amb França, que connectava les possessions de la dinastia dels Habsburg en els Països Baixos a través d'Alemanya passant per la Turíngia i les muntanyes Hartz a la Thuringerwald, per la part inferior de la Renània-Palatinat, a l'antic territori de Francònia a través de l'Alt Palatinat a Baviera i d'allà a través dels Alps al nord d'Itàlia, on les possessions de la corona espanyola envoltaven més o menys els Estats Pontificis.
L'historiador Geoffrey Parker, en el seu llibre sobre l'exèrcit de Flandes i el Camí dels Espanyols (1972), descriu la importància del Camí dels Espanyols en el subministrament de tropes i recursos per a l'Exèrcit de Flandes durant la revolta neerlandesa i temps posteriors.

## Història

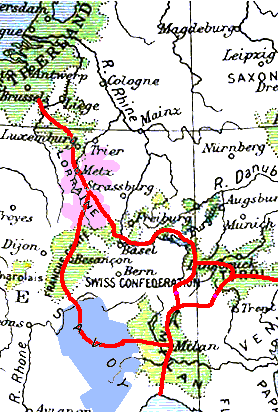
Detall del recorregut terrestre del "Camí dels espanyols", amb les seves variants principal i secundària

En abdicar Carles V del Sacre Imperi Romanogermànic el 1556 en el seu fill Felip II de Castella, els Països Baixos van passar a dependre d'un monarca que consideraven estranger i van quedar submisos a la política espanyola. Les necessitats econòmiques de la monarquia van portar a una pujada dels impostos que va generar un malestar al qual es va unir la intolerància catòlica contra el calvinisme. Desoïdes les peticions de la noblesa local, va començar el 1566 una revolta contra la governadora Margarida de Parma. Felip II va enviar l'any següent un gran exèrcit al comandament del duc d'Alba per posar fi a la revolta. Els principals líders rebels van ser ajusticiats, entre ells el comte d'Egmont. El Tribunal dels Tumults va exercir una severa repressió que va condemnar a prop d'un miler de persones. La revolta no va poder ser tinguda per acabada, ja que Guillem d'Orange es va posar al capdavant de la revolta i, dos anys després, va entrar als Països Baixos amb un exèrcit de mercenaris alemanys.
Les regions del sud no van secundar aquesta nova revolta i van seguir lleials al Duc d'Alba, però a les províncies del nord, la insurrecció va arribar grans proporcions. Alba va acabar sent destituït en no aconseguir posar fi a la revolta, ocupant el seu lloc Lluís de Requesens, partidari d'una menor repressió, el 1574. No obstant això, Guillem d'Orange havia aconseguit més poder a Holanda i Zelanda. El 1576 Joan d'Àustria va ser nomenat governador. Va acceptar les reclamacions dels calvinistes a lEdicte perpetu i va començar a replegar al seu exèrcit. Però amb aquell gest no va cessar l'oposició, i l'any següent va arribar un exèrcit enviat per Alexandre I de Parma, que va derrotar els rebels. Nomenat governador Farnese després de la sobtada mort de Joan d'Àustria, la divisió entre el nord i el sud del territori es va accentuar. Les províncies calvinistes del Nord (Holanda, Frísia, Zelanda, Utrecht, Gelderland, Groningen i Overijssel) es van associar en l'anomenada Unió d'Utrecht (1579), declarant-se oposades a la sobirania de Felip II i declarant la seva independència.
En un principi, les tropes per sufocar la insurrecció es reclutaven a la part lleial a la corona, la zona de Bèlgica, però aviat van fer falta molts més soldats, a causa del desgast dels setges. Es van formar lleves en altres territoris de la dinastia dels Habsburg per enviar-los a Flandes. No obstant això, la situació geogràfica de la regió feia difícil el trasllat. Durant la Guerra dels Trenta Anys Espanya va ocupar la Valtellina el 1620, entre les possessions italianes i els territoris d'Àustria, a través de Suïssa.

## Viatge per mar - viatge per terra
Cal deixar clar que els terços estaven a la Mediterrània, les expedicions registrades van sortir de Barcelona o de Nàpols. El transport de tropes podia, doncs, dur-se a terme de dues maneres:
- Per mar: Des dels ports de Barcelona o de Nàpols fins als ports del sud de Flandes. Aquesta ruta era més perillosa pel fet que comportava travessar el canal de la Mànega, en mans angleses, arriscant les naus a ser atacades per corsaris ajudats per la Royal Navy. A més a més, els pirates hugonots de la Rochelle, aliats amb els rebels flamencs per temes de religió, també podien atacar l'armada, havent, de fet, realitzat incursions en el golf de Biscaia amb una flota de 70 vaixells. Aquesta ruta es va mostrar ineficaç, i els espanyols van ser derrotats quan van intentar fer-la servir (vegeu la batalla de les Dunes).
- Per terra: un camí més lent encara que molt més eficaç, ja que va permetre enviar tropes i diners a Flandes durant gairebé un segle, fet que va suposar que Flandes seguís lleial a la corona espanyola tot i la llunyania geogràfica.

Els soldats podien fer a peu els 1000 km (620 milles) de Milà a Flandes amb una mitjana de 23 km (14 milles) al dia. Tot i que el transport marítim era molt més ràpid, capaç de cobrir uns 200 quilòmetres (124 milles) al dia, la ruta per terra era més segura i més curta, tant si se sortia de Barcelona (3.950 km) com de Nàpols, atès que per mar calia donar tota la volta a la península Ibèrica i la prominència de Brest a França, és a dir ambdues es trobaven a uns 20 dies (3950/200) de navegació de Flandes. La Corona espanyola va enviar per via terrestre més de 123.000 homes entre 1567 i 1620, en comparació de només 17.600 per via marítima.

## El primer camí "paneuropeu"
Contràriament al que diu el seu nom, Espanya no va ser la descobridora ni la primera a emprar el camí dels espanyols, tots els trams de la ruta eren perfectament coneguts. Tal com ja ho havia fet Anníbal amb els seus elefants 1500 anys abans, els comerciants feien servir regularment les parts del camí que uneix França i Itàlia a través dels Alps, per al comerç de mercaderies entre ambdós països.
El que van fer els enginyers de Felip II de Castella el 1565, va ser replantejar-lo com un conjunt unitari de punta a punta, alguns dels seus trams van ser redissenyats i ampliats, fent-ne uns esbossos de caràcter militar per als futur usuaris. Tot això passava en el moment en què Espanya tenia necessitat de transportar tropes als Països Baixos, motiu que la va empènyer a aprofitar el pas per territoris propis, afegint-hi algun territori neutral. Per aquest fet, s'ha donat als comandaments dels exèrcits espanyols, el mèrit del disseny global d'aquest camí.
Durant el recorregut global per anar des de Milà fins als Països Baixos per terra (que ja s'emprava durant el regnat de Carles V), els viatgers del segle xvi havien de superar molts obstacles, tals com coronar passos muntanyencs elevats, travessar grans rius, boscos frondosos, i camins plens de delinqüents. Per tant, calia trobar una ruta que contornés tots aquests obstacles, per un lloc segur i fàcil de viatjar-hi. El camí dels espanyols va demostrar ser la resposta, amb el següent recorregut a través de territoris propis sota el govern d'Espanya: Ducat de Milà, Franc Comtat, Borgonya, Luxemburg, territoris aliats (Savoia) i territoris neutrals (Lorena).
El traçat del camí dels espanyols va ser una gran millora respecte al sistema anterior per traslladar tropes a través d'aquests territoris. Cal dir però que els mapes utilitzats per les expedicions espanyoles només tenien la informació referent a qüestions militars, amb exclusió de qualsevol altre detall. Tanmateix, això va obligar els exèrcits a utilitzar guies i escoltes quan creuaven els terrenys que desconeixien, ja que els seus mapes molt generalistes no servien per guiar-los a través d'ells. En el viatge es feia una mitjana de 12 milles per dia, el 1577 els veterans espanyols tornant dels Països Baixos van caminar 15 milles per dia a causa de la calor, en canvi el 1578, van fer una mitjana de 23 quilòmetres per dia durant un fred mes de febrer.
Per a fins militars, el camí dels espanyols va ser utilitzat per primera vegada pel duc d'Alba el 1567, i l'exèrcit que va passar per darrera vegada ho va fer el 1620.

## Les"étapes"
El camí dels espanyols no era utilitzat només per les tropes, sinó també pels comerciants, i tots necessitaven aliment i refugi al llarg del viatge. Refugi que poques vegades se'ls donava als que viatjaven pel camí, especialment als soldats. Moltes vegades els oficials pernoctaven en un poble proper al camí mentre els seus exèrcits havien de dormir sota arbustos o barraques febles que ells mateixos construïen.
Precisament els habitants de les poblacions al llarg del camí "tenien por dels exèrcits de pas" perquè sovint havien estat víctimes d'algun robatori després d'oferir la seva hospitalitat. En una ocasió el 1580, els oficials dels "terços espanyols" en trànsit per la zona van ocupar una casa al Franc Comtat que, temporalment, no tenia ni mobles ni vaixella, els seus propietaris els havien amagat, ja que tenien por que els seus béns fossin destrossats, cremats o robats.
Els militars només utilitzaven el camí dels espanyols una vegada o dues vegades l'any, la resta del temps en feien ús els comerciants. Per aquest motiu, les expedicions militars eren vistes com una cosa sense importància per alguns països. Els militars, però, van utilitzar un sistema per al subministrament dels aliments bàsics anomenat étapes. Aquest sistema s'havia de posar en servei després de la detallada proposta de Cristóbal de Benavente al Consell de Guerra de Madrid. Però per desgràcia, el rei espanyol no en restà gaire impressionat, de manera que Madrid no li va donar suport.
No obstant això, alguns "governadors" van pensar que les étapes eren una bona idea, de manera que les van crear al llarg del camí dels espanyols, amb uns comissionats enviats pel governador dels Països Baixos o pel governador de Milà per discutir els detalls i fixar els preus, de manera que els proveïdors fossin sempre remunerats pels seus serveis.
- El primer tipus d'étapes va ser permanent i només existia a la Savoia. Consistia en un lloc on els soldats i altres viatgers tenien accés a alimentació i habitatge, a cada final d'"étape".
- El segon tipus es va emprar al Franc Comtat, Lorena i Països Baixos, i es creava en el moment en què es disposava per anticipat d'un contractista privat, que gestionava els pagaments, els enviaments i les quantitats d'aliments en funció del tipus i horari de cada expedició militar en concret.[3] Aquest sistema va permetre un ús molt més pràctic del camí dels espanyols.[7]

## Conseqüències
Juntament amb els efectes evidents del camí dels espanyols, com a millora dels moviments militars, i assentament d'una via adequada per anar als Països Baixos, es va produir un fet que va contribuir a alterar el curs de la història. Aquest fet va ser la col·laboració del camí dels espanyols a la propagació de la Pesta negra. Aquest transport important de persones va tenir un paper molt important en la circulació de la malaltia, i molts civils en van quedar afectats als pobles dels voltants del camí dels espanyols.
A part d'això, el camí dels espanyols va establir acords diplomàtics permanents com ara ambaixades permanents a Savoia i als cantons suïssos, controlades per supervisors del govern espanyol de la Llombardia.
El camí dels espanyols també va inflamar el sentit religiós d'Europa, perquè les nacions el van veure com una amenaça. Quan a França es van desencadenar les guerres de religió, el camí dels espanyols va portar gent i diners per ajudar els francesos catòlics en la seva lluita contra Enric de Navarra.

## Declivi
- El Tractat de Lió (17 de gener 1601) va obligar el Camí dels Espanyols a ser reduït a una estreta vall i un pont sobre el Roine. Aquesta pèrdua de territori va fer que el pas dels espanyols depengués de l'aprovació de França. De fet l'últim exèrcit hispano-italià amb permís per a fer ús del camí dels espanyols ho va fer el 1620.
- El Tractat anti-espanyol de Savoia de 1622 va acabar amb el pas de tropes pel camí dels espanyols per a sempre.[3]
- Tractat de Torí (1760). A la part nord, Gex quedava separat de França per la vall de la Valserine, que permetia el pas de les tropes espanyoles entre Savoia i el Franc-Comtat (i va ser batejat per aquest motiu Camí dels espanyols). Aquest territori va deixar de ser estratègic el 1714, per l'aliança de família entre França i Espanya i l'adquisició del Franc-Comtat per part de França.

El Tractat de Torí regula tant la frontera entre els dos estats com l'intercanvi de les ciutats Seyssel (un tros), Chanaz i La Balme situades a la riba esquerra del Roine, que formaven part del Bugey, van passar al Piemont a canvi de la Vall de la Valserine: així, el camí entre el Franc-Comtat espanyol i la Savoia es va convertir en francès, i Gex va deixar de ser un enclavament separat de França.

## Ciutats del recorregut oest

### Éloise
Grésin amb el seu pont llarg, va acaparar sempre l'atenció dels poderosos. Sovint, oposats als reis de França, els ducs de Savoia eren aliats dels reis espanyols, reis al mateix temps dels Països Baixos (eren originàriament ducs de Borgonya i de Gant). El camí dels espanyols començava a Gènova, i passant per la comuna de Clarafond, el pont de Grésin, la vall de la Valserine, el Franc-Comtat i la Lorena, les tropes espanyoles podien anar, gràcies a la seva aliança amb els ducs de Savoia i els ducs de Lorena, des de la Mediterrània als Països Baixos, sense trepitjar territori francès.

### Léaz
Hi ha un pont penjant que creua el Roine, al poble de Grésin. S'hi pot arribar en cotxe des de Grésin. En canvi, en direcció a Éloise, al vessant savoiard del Roine, només hi ha un camí de terra que condueixi al pont. Aquest pont va ser construït després del repleniment d'aigua de la presa de Génissiat el 1948 i la formació de l'embassament, que va inundar un vell pont inferior. El vell pont havia estat en el passat d'una importància estratègica als segles xvi i xvii. De fet, va ser part del camí dels espanyols, pel que els exèrcits espanyols podien creuar el Ducat de Savoia per unir-se al Franc-Comtat (aleshores territori espanyol), a través de Chézery.

### Lancrans
Lancrans formava part del "camí dels espanyols", enclavament savoiard entre Bugey i el país de Gex (1601-1760). El 1858 Vanchy i Confort es van separar tots dos de Lancrans.

## Expedicions registrades
| Expedicions "registrades" entre 1567 i 1593 |            |        |         |          |      |
| Any                                         | Cap        | Homes  | Sortida | Arribada | Dies |
| 1567                                        | Alba       | 10.000 | 20/06   | 15/08    | 56   |
| 1573                                        | Acuña      | 5.000  | 04/05   | 15/06    | 42   |
| 1578                                        | Figueroa   | 5.000  | 22/02   | 27/03    | 32   |
| 1578                                        | Serbelloni | 3.000  | 02/06   | 22/07    | 50   |
| 1582                                        | Paz        | 6.000  | 21/06   | 30/07    | 40   |
| 1582                                        | Carduini   | 5.000  | 24/07   | 27/08    | 34   |
| 1584                                        | Passi      | 5.000  | 26/04   | 18/06    | 54   |
| 1585                                        | Bobadilla  | 2.000  | 18/06   | 29/08    | 42   |
| 1587                                        | Zúñiga     | 3.000  | 13/09   | 01/11    | 49   |
| 1587                                        | Queralt    | 2.000  | 07/10   | 07/12    | 60   |
| 1591                                        | Toledo     | 3.000  | 01/08   | 26/09    | 57   |
| 1593                                        | Mèxic      | 3.000  | 02/11   | 31/12    | 60   |